# Биркенфельд (Нижняя Франкония)
Биркенфельд (нем. Birkenfeld) — община в Германии, в земле Бавария. Подчиняется административному округу Нижняя Франкония. Входит в состав района Майн-Шпессарт. Подчиняется управлению Марктайденфельд.
Население составляет 2104 человека (на 31 декабря 2010 года). Занимает площадь 29,15 км².

## Население
По оценке на 31 декабря 2015 года население общины Биркенфельд составляет 2121 чел. 

| Дата      | 1840 | 1871 | 1900 | 1925 | 1939 | 1950 | 1961 | 1970 | 1987 | 2011 |
| --------- | ---- | ---- | ---- | ---- | ---- | ---- | ---- | ---- | ---- | ---- |
| Население | 1542 | 1598 | 1575 | 1702 | 1563 | 2226 | 1833 | 1862 | 1936 | 2139 |

| Год       | 1960 | 1970 | 1980 | 1990 | 2000 | 2009 | 2010 | 2011 | 2012 | 2013 | 2014 | 2015 |
| --------- | ---- | ---- | ---- | ---- | ---- | ---- | ---- | ---- | ---- | ---- | ---- | ---- |
| Население | 1810 | 1861 | 1794 | 2021 | 2136 | 2131 | 2104 | 2158 | 2151 | 2151 | 2132 | 2121 |